# Öjungssågen
Öjungssågen var en serie sågverk vid sjön Öjungen i nuvarande Bollnäs kommun. 

## Historik

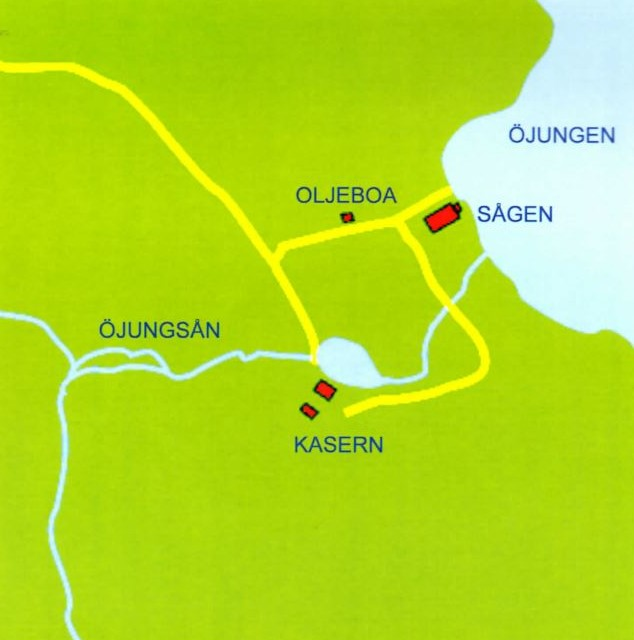
Karta med de byggnader som idag står kvar och påminner om Öjungs industriella storhetstid.

Anders Andersson (1841–1905) föddes i Höle, Rengsjö. 1848 flyttade familjen från Höle till AndersJons i Flästa där bland andra sonen Jonas Andersson föddes 1882. Anders Andersson var den som från början ansvarade för Öjungsverksamheten och efter hans död övertogs ansvaret av sonen Jonas Andersson. Mellan Öjungen i Flästa och Växsjön, mellan Lottefors och Växsjö, har det under det senaste århundradet funnits över 30 vattendrivna verk med kvarnar, kläppar, skäktar och sågar.

## Sågarna vid sjön

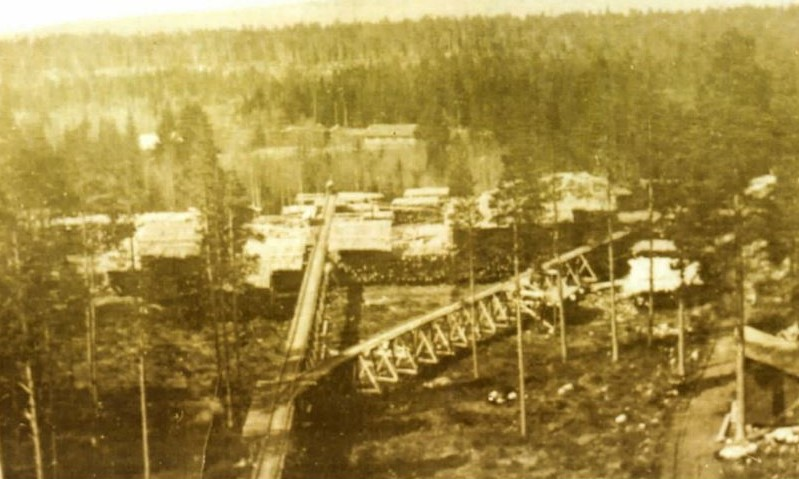
Transporträls och stabbar sedda från Öjungssågen. I bakgrunden skymtar kasern och tjärfabriken.

Längs Öjungsåns utlopp fanns tidigare fyra små vattendrivna sågar, bland annat två så kallade bondsågar-cirkelsågar och vid den nedre dammen en ramsåg, som senare byggdes om till tjärfabrik. Den första sågen låg vid ålkaret, 25 meter nedanför kasernbron. Dammen var vattenmagasin och förvaringsplats för timmer som flottats på åsträckan från sjön, via en flottningsränna som gick vid sidan om ån. Två av sågverken finns dokumenterade på en karta från 1869. En av Öjungs vattensågar togs i drift första gången den 5 juni 1877. Den nedersta av de små sågarna revs år 1917.
Sågram och kantverk återanvändes och själva sågbyggnaden inreddes för att användas som tjärfabrik. En turbin sattes på plats for att ge ljus i tjärfabriken samt till sågkasernen och ångsågen. En ångsåg byggdes intill sjön Öjungen 1901–1902 och ersattes 1933, efter en brand i början av 1930-talet, med nuvarande sågbyggnad med en cirkelsåg. Den sistnämnda drevs med en tändkulemotor. I sågen fanns kantsåg, klyvsåg och hyvleri. Vid sjön finns än idag (2023) utrustningen kvar.

## Tjärfabriken

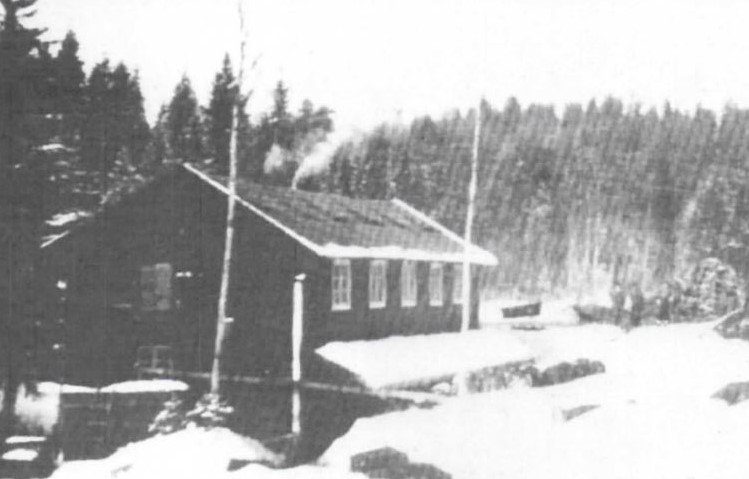
Den sista aktiva tjärfabriken vid bäcken nedanför kasern.

Bolaget, Öjungs Tjärdalar, bildades 23 april 1917. Bolagshandlingarna undertecknades av Anders Anderssons sterbhus (AndersJons i Flästa), Handlaren i Flästa, Erik Andersson, ("Hank-Erik"), samt R A Dahlström. Firmanamnet, Öjungs Tjärdalar, är något vilseledande eftersom det handlade om ugnsbränd tjära och inte dalbrand tjära. Den gamla ramsågen vid nedre dammen byggdes om till tjärfabrik. Tjärfabriken hade totalt sex ugnar, två ugnar var igång samtidigt, två stod på svalning medan de återstående två fylldes med tre famnar finhuggna tallstubbar vardera. En ugnsmängd tjära/dygn var cirka 300 kg. Två ugnar gav totalt tre fat/dygn.

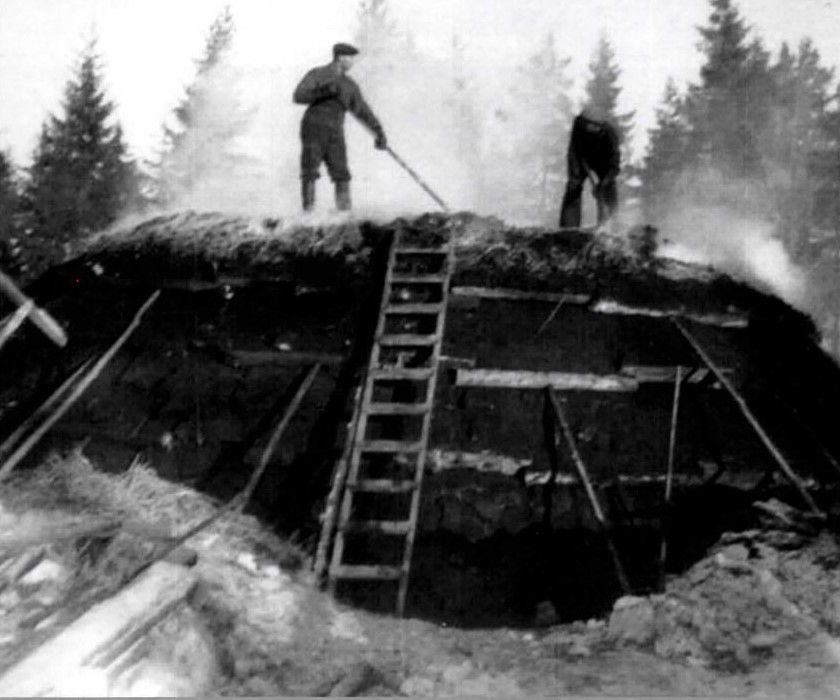
Kolning på Öjung i början på 50-talet.

Betalningen for bränningen var i ackord/kilo. 1921 var lagret av tjära för stort, cirka 100 000 kg samt ett berg av stubbar, så det blev ett uppehåll i tillverkningen. Efterfrågan ökade snart igen och tjärbränningen återupptogs redan 1922 och pågick sedan i några år. Därefter låg bränningen nere igen, men återupptogs under andra världskriget av Curt Fredricson, Höle Rengsjö. Även under den perioden ansvarade Starsk-Erik för verksamheten, med sonen Helge Eriksson som medhjälpare.

## Kolningen
Under åren 1902–1905 bedrevs även kolningsverksamhet under ledning av Jonas Andersson. Efter att ha legat nere under många år återupptogs kolningen under 1940- och 50-talet då man kolade milor för Marma Långrörs räkning. 

## Öjungssågen och Kasern idag
Det finns fortfarande rester från tjärfabriken och sågarna utefter ån. Vid sjön står i dag cirkelsågen med tändkulemotor, den såg som ersatte ångsågen som brann ner 1933. Den gamla kasernbyggnaden brann ner 1905 men en ny byggnad uppfördes redan 1906. År 1998 fick nuvarande kasern nytt tak. Originaltaket med vikplåt, finns bevarat under.